# SUPINFO
L'Escola Superior d'Informàtica (ESI), anomenada també des de 2001, SUPINFO, és una institució d'ensenyament superior francès privada d'informàtica generalista creada el 1965 i reconeguda per l'Estat francès per decret el 10 de gener de 1972. SUPINFO té per vocació formar en cinc anys a especialistes en tecnologies de la informació i la comunicació (TIC) operacionals en les empreses a la seva sortida de l'escola. Se'ls atorga llavors un títol d'expert en informàtica i sistemes d'informació registrat per l'Estat francès al directori nacional de les certificacions professionals.